# روث جونز (مدربة كرة سلة)
روث جونز (بالإنجليزية: Ruth Jones)‏ هي مدربة كرة سلة أمريكية، ولدت في 26 أبريل 1946، وتوفيت في 5 يوليو 1986.